# Cinq Bondes
Les Cinq Bondes, ou « ruisseau des Cinq Bondes » ou « ruisseau du Blizon », est un cours d'eau français, qui coule dans le département de l'Indre, en région Centre-Val de Loire.
C'est un affluent de la Claise, donc un sous-affluent de la Loire, par la Creuse et la Vienne.

## Géographie

### Cours
Le cours d'eau à une longueur de 26,69 km.
Il prend sa source dans le département de l'Indre, à 122 m d'altitude, sur le territoire de la commune de Migné, puis s'écoule vers l'ouest.
Son confluent avec la Claise, se situe dans le département de l'Indre, à 76 m d'altitude, sur le territoire de la commune de Martizay,.

### Départements et communes traversés
Les Cinq Bondes traverse cinq communes : Lingé, Martizay, Migné, Rosnay
et Saint-Michel-en-Brenne,.

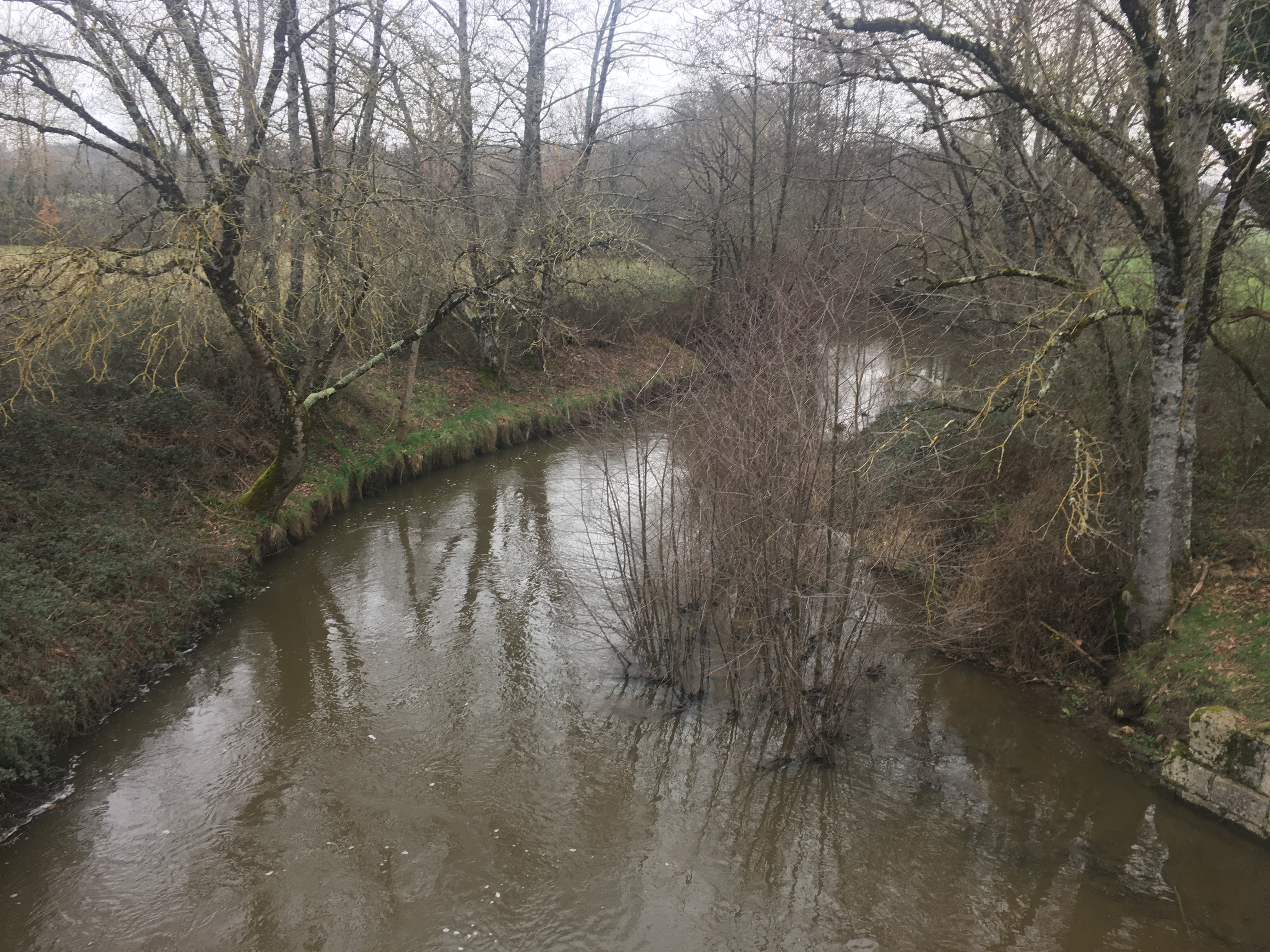
Lingé en 2021.

### Bassin versant
Les bassins hydrographiques sont découpés dans le référentiel national BD Carthage en éléments de plus en plus fins, emboîtés selon quatre niveaux : régions hydrographiques, secteurs, sous-secteurs et zones hydrographiques.
Les Cinq Bondes traverse la zone hydrographique « La Claise du L611700 au rau des Cinq Bondes ».
Le bassin versant des Cinq Bondes s'insère dans la zone hydrographique « La Claise du L611700 au rau des Cinq Bondes », au sein du bassin DCE plus large « La Loire, les cours d'eau côtiers vendéens et bretons ».

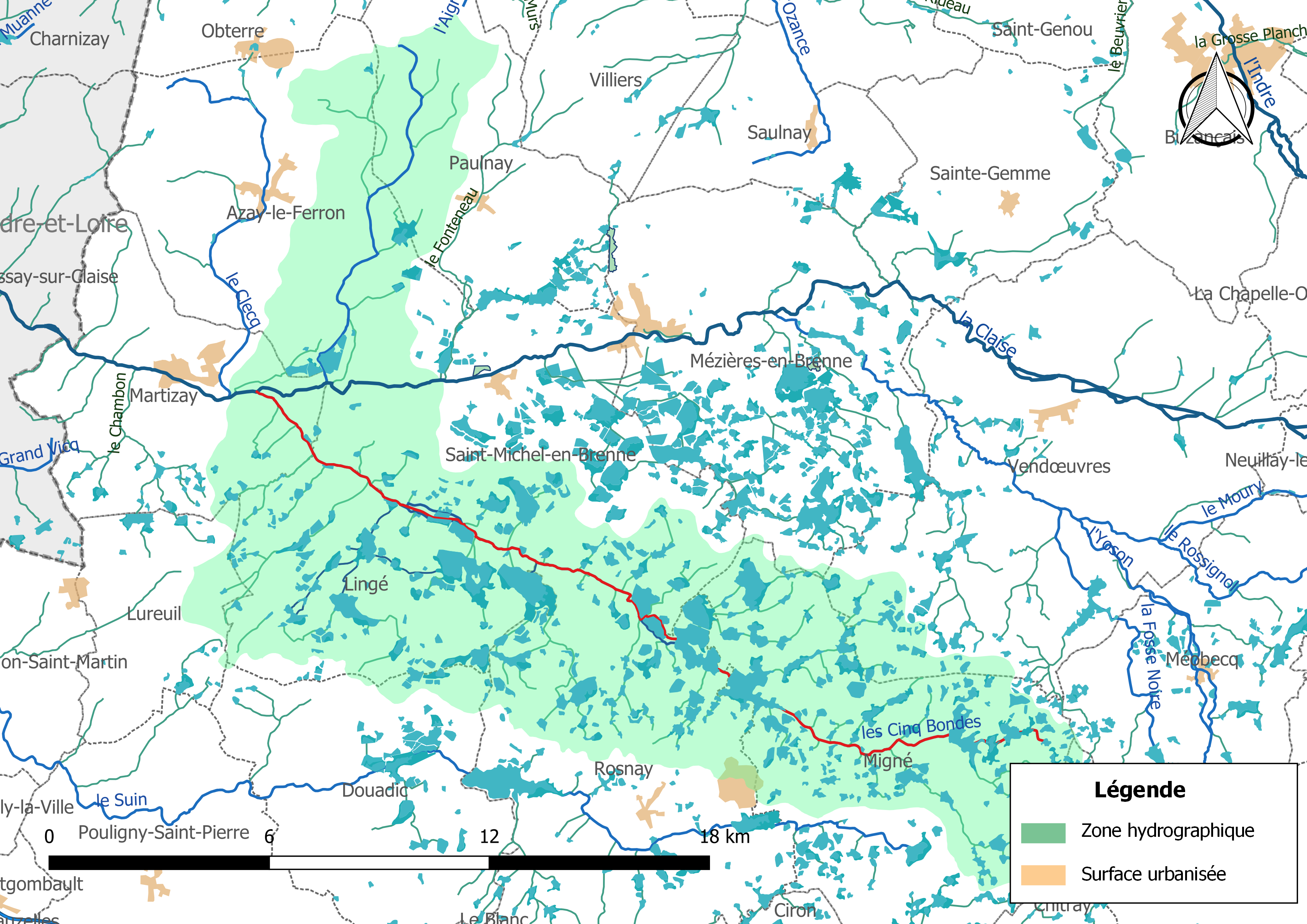
Les Cinq Bondes (en rouge) et la zone hydrographique dans laquelle il s'insère.
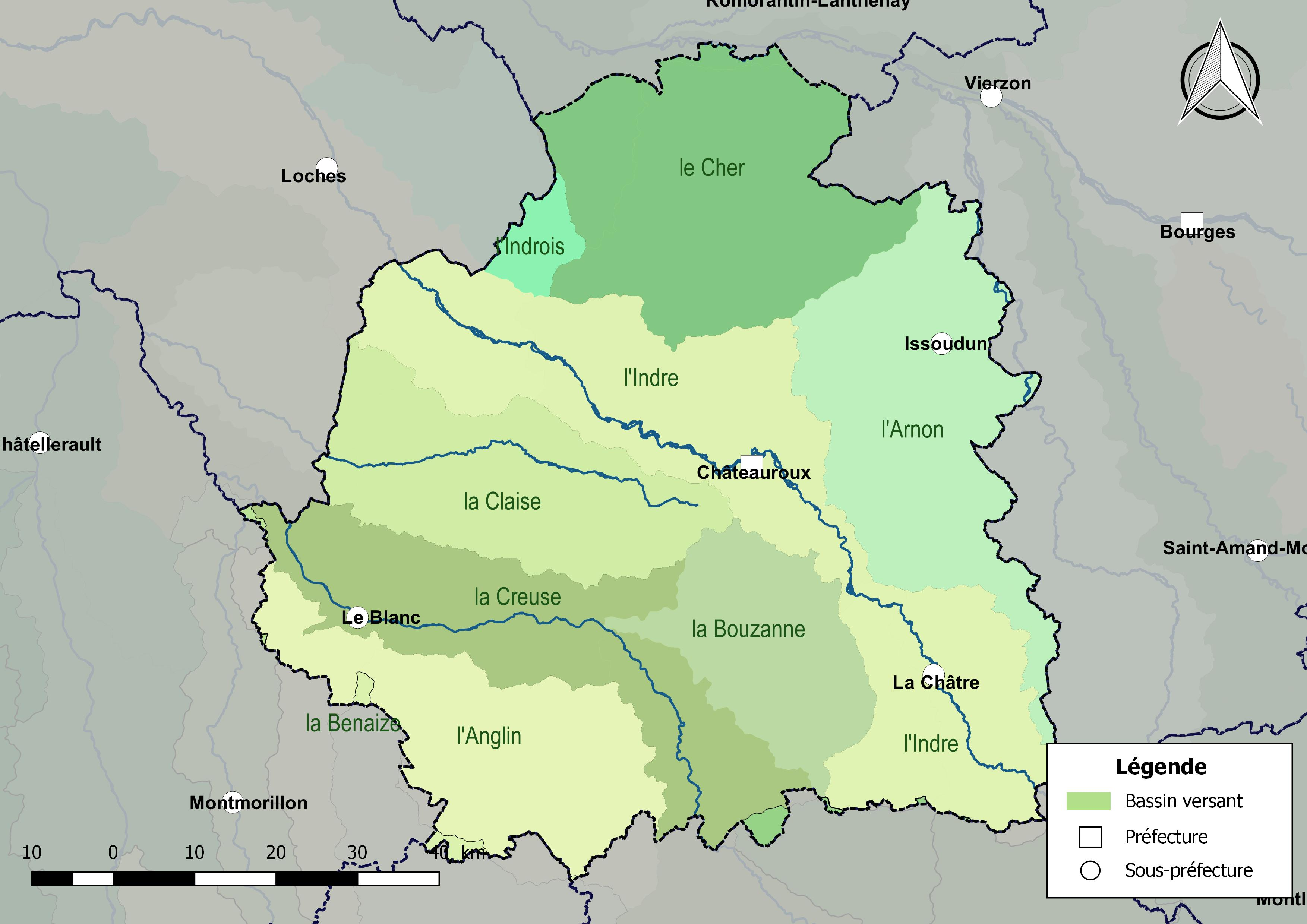
Les principaux bassins versants du département de l'Indre.

#### Échelle du bassin
En France, la gestion de l’eau, soumise à une législation nationale et à des directives européennes, se décline par bassin hydrographique, au nombre de sept en France métropolitaine, échelle cohérente écologiquement et adaptée à une gestion des ressources en eau. Les Cinq Bondes est sur le territoire du bassin Loire-Bretagne et l'organisme de gestion à l'échelle du bassin est l'agence de l'eau Loire-Bretagne.

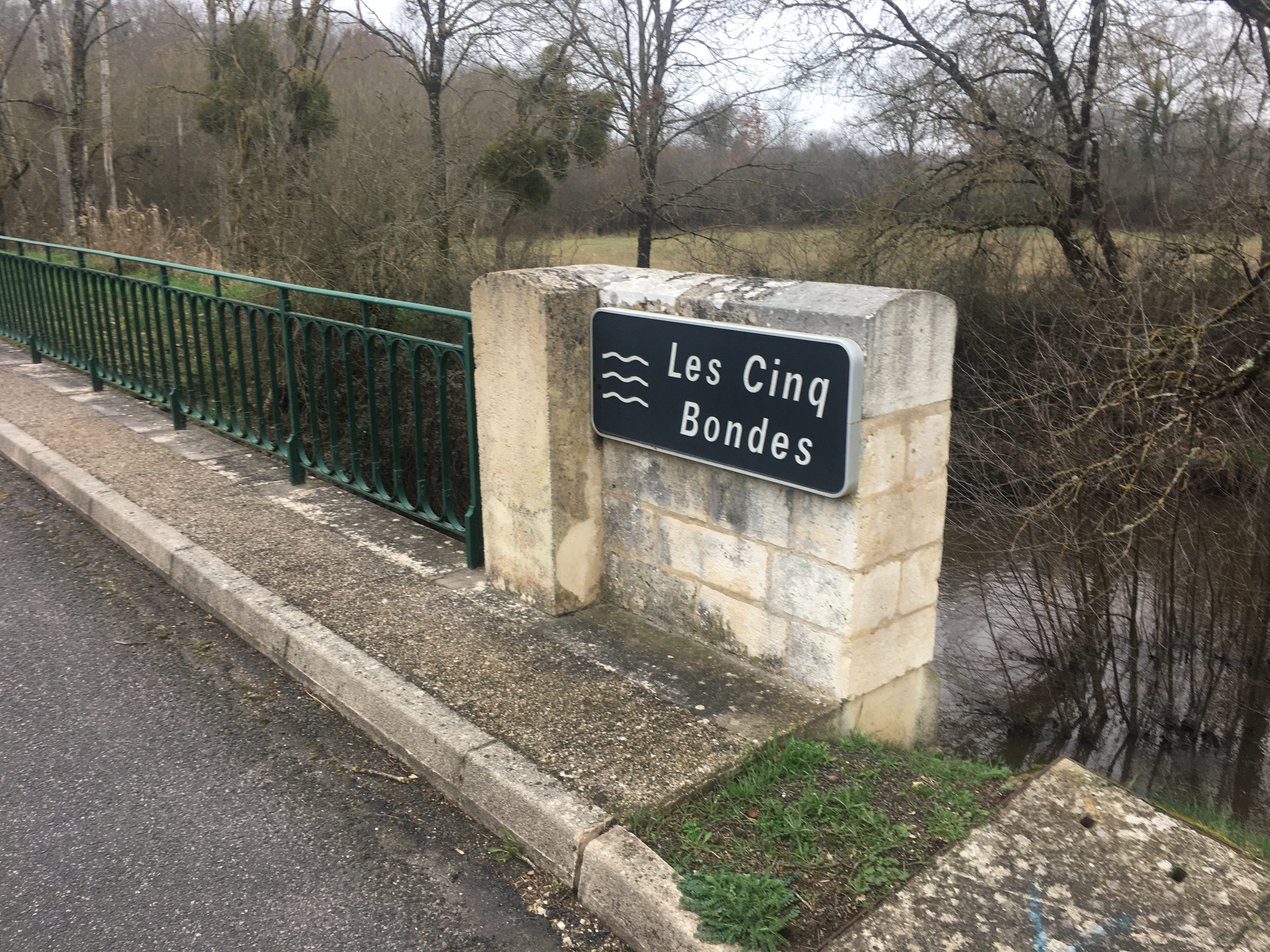

### Organisme gestionnaire
Le syndicat mixte d’aménagement de la Brenne, de la Creuse, de l’Anglin et de la Claise (SMABCAC) est l'organisme gestionnaire du cours d'eau.

## Affluents
Les Cinq Bondes possède trente sept affluents.
| Noms                     | km | Noms     | km | Noms     | km |
| ------------------------ | -- | -------- | -- | -------- | -- |
| Ruisseau des Cinq Bondes | 7  | L6125700 | 3  | L6128400 | 1  |
| L6126530                 | 6  | L6126900 | 2  | L6126750 | 1  |
| L6128000                 | 6  | L6129500 | 2  | L6127300 | 1  |
| Ruisseau Canal de Laragé | 6  | L6128500 | 2  | L6126380 | 0  |
| L6127600                 | 4  | L6125210 | 1  | L6126330 | 0  |
| L6126200                 | 4  | L6125280 | 1  | L6125260 | 0  |
| L6128200                 | 3  | L6125370 | 1  | L6125220 | 0  |

| Noms     | km | Noms     | km | Noms     | km |
| -------- | -- | -------- | -- | -------- | -- |
| L6125290 | 5  | L6126240 | 3  | L6125240 | 1  |
| L6129300 | 5  | L6126800 | 2  | L6126430 | 1  |
| L6129100 | 5  | L6124960 | 2  | L6125270 | 0  |
| L6129200 | 4  | L6127900 | 1  | L6126480 | 0  |
| L6125230 | 3  | L6128150 | 1  |          |    |
| L6126280 | 3  | L6127200 | 1  |          |    |

### Rang de Strahler
Son rang de Strahler est de quatre.

## Hydrologie

### État des masses d'eau et objectifs
Pour les cours d’eau, la délimitation des masses d’eau est basée principalement sur la taille du cours d’eau et la notion d’hydro-écorégion. Ces masses d’eau servent ainsi d’unité d’évaluation de l’état des eaux dans le cadre de la directive européenne.
Les Cinq Bondes fait partie de la masse d'eau codifiée FRGR0428b et dénommée « Les Cinq Bondes et ses affluents depuis l'Étang de Sault jusqu'à la confluence avec la Claise ».
Le schéma directeur d'aménagement et de gestion des eaux (Sdage) Loire-Bretagne est un document de planification dans le domaine de l’eau. Il définit, pour une période de six ans les grandes orientations pour une gestion équilibrée de la ressource en eau ainsi que les objectifs de qualité et de quantité des eaux à atteindre dans le bassin Loire-Bretagne. L'état des lieux 2013 défini dans la SDAGE 2016 – 2021 et les objectifs à atteindre pour cette masse d'eau sont les suivants,, :
| Code masse d'eau    | FRGR0428b                                                                                     |
| Libellé masse d'eau | Les Cinq Bondes et ses affluents depuis l'Étang de Sault jusqu'à la confluence avec la Claise |

| Écologique | Biologique | Physico-chimie générale | Polluants spécifiques |
| ---------- | ---------- | ----------------------- | --------------------- |
| Médiocre   | Médiocre   | Moyen                   | X                     |

| Écologique | Chimique | Global   |
| ---------- | -------- | -------- |
| Bon état   | Bon état | Bon état |

## Aménagements et écologie

### Milieu naturel
Le cours d'eau est de deuxième catégorie.